# Glikobiologia
Glikobiologia – dziedzina wiedzy zajmująca się badaniem struktury i funkcji węglowodanów (oligosacharydów, cukrów lub glikanów). Glikany są ważnym składnikiem wszystkich żywych organizmów i pełnią wiele funkcji w procesach biologicznych. Glikobiologia to stosunkowo młoda, szybko rozwijająca się dziedzina, która odgrywa ważną rolę w badaniach medycznych, biochemicznych i biotechnologicznych.
Według Oksfordzkiego słownika języka angielskiego termin glikobiologia został sformułowany przez profesora Raymonda Dweka w 1988, który postulował wyodrębnienie nauki o cukrach jako oddzielnej dyscypliny. Powstanie tego terminu było wynikiem badań, które pomogły zrozumieć strukturę i funkcję glikanów w procesach komórkowych. Pod koniec XIX wieku pionierskie badania zostały wykonane przez Emila Fischera w celu ustalenia struktury szeregu najważniejszych cząsteczek cukru.